# Uraliska språk

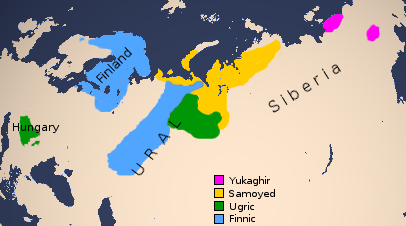
Geografisk fördelning av uraliska språk – delgrupperna.
finsk-permiska språk
ugriska språk
samojedspråk – och dessutom de möjligen besläktade
jukagiriska språken

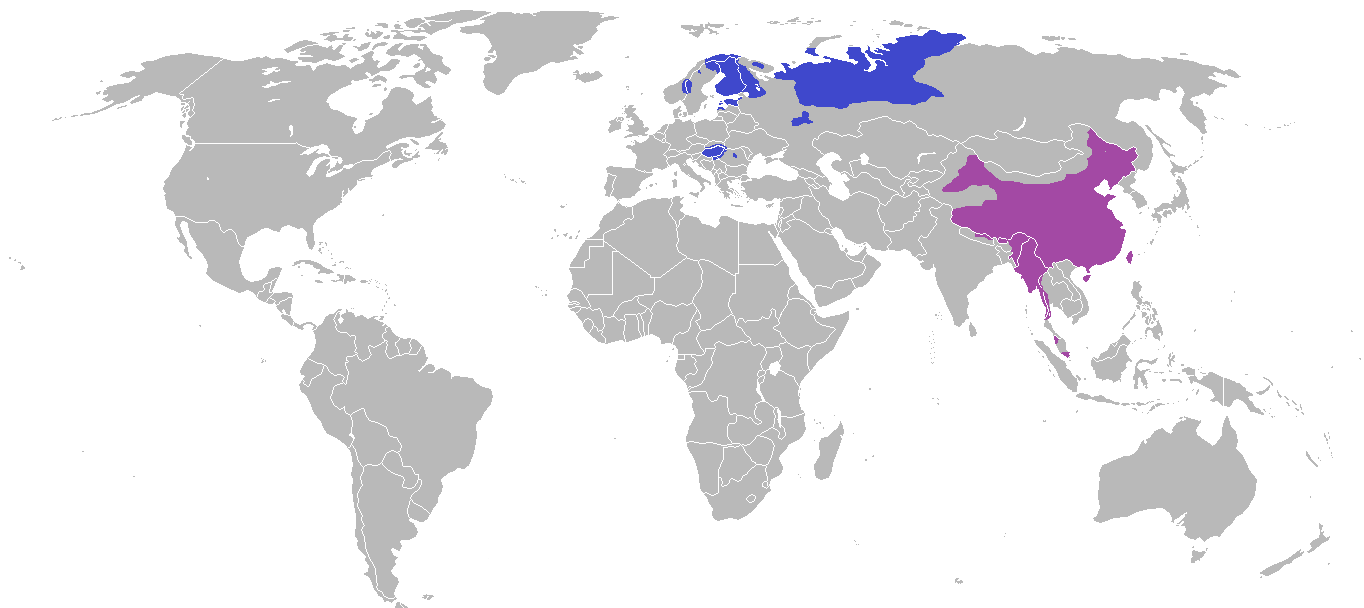
Världskarta med uraliska språk i blått.

Den uraliska språkfamiljen består av ungefär 30 i olika grad besläktade språk, som talas av nästan 25 miljoner människor i huvudsak i Central-, Öst- och Nordeuropa samt i nordvästra Asien. Den uraliska språkfamiljen är numera en gles och splittrad kedja av språk som sträcker sig från landet sydväst om Trondheim till Jenisejfloden och Tajmyrhalvön i Sibirien.
Typologiskt har de uraliska språken stor bredd men vissa egenskaper är förhärskande eller vitt utbredda såsom en rik agglutinerande morfologi och särskilt ett rikhaltigt kasussystem med upp till tjugo kasus. Negation sker med ett böjt hjälpverb och vokalharmoni har stor utbredning. Grammatiken har inte genus (skiljer inte på män och kvinnor t.ex. honom/henne).
Benämningen uraliska språk har använts sedan början av 1800-talet och den grundar sig på att flertalet av dessa språk talas i närheten av Uralbergen, i gränsområdena mellan Asien och Europa. Området för de uraliska språkens gemensamma ursprung, alltså protouraliskan, fanns sannolikt i centrala eller södra Uralområdet. Detta antagna urhem blev bestämmande för språkfamiljens namn. Processen att enskilda uraliska grupper avskildes och invandrade i sina senare bosättningsområden började för minst 6 000 år sedan. 
De mest kända språken tillhör den finsk-ugriska undergruppen till vilken finska, estniska, ungerska och samiska hör.
Vetenskapen om de uraliska språken och den kultur som sammanhänger med dem kallas uralistik, och vetenskaperna om de båda huvudgrenarna fenno-ugristik och samojedistik.

## Huvudgrenar och utbredningsområden

### De båda huvudgrenarna
Uraliskan uppdelas i två klart definierade huvudgrenar, som bör ha skilts åt för minst 6 000 år sedan:
1. Den större västliga grenen finsk-ugriska språk, som idag består av sammanlagt 24 språk med över 99 procent talarna av uraliska språk.
2. Den mindre grenen samojediska språk, som finns norr och öster om Ural, med endast fyra levande språk som nu talas av endast högst 30 000 individer i stora glest befolkade områden i norra Sibirien.

Det språkliga avståndet mellan finska och ungerska, båda medlemmar av den finsk-ugriska grenen, kan jämföras med den mellan svenskan och ryskan. Skillnaden mellan enskilda finsk-ugriska och samojediska språk är mycket större.

### De finsk-ugriska språken
De mest kända finsk-ugriska språken är ungerskan (13,6 miljoner talare), finskan (5,2 miljoner) och estniskan (1,1 miljon). Dessa tre är de enda uraliska språken som har ställning som nationalspråk. 
Samiskan bildar en grupp om elva språk (varav ett är utdött och ett är nästan utdött) med mellan 23 000 och 35 000 talare, som huvudsakligen bor i Norge och Sverige, men också i Finland och på Kolahalvön i Ryssland. Liviskan är ett nästan utdött språk i Lettland, som är nära besläktat med finskan. Alla andra uraliska språk har sina utbredningsområden i nuvarande Ryssland. 
För det första ansluter sig till estniskan i Ryssland i en bred zon bort till Kolahalvön språken votiska, ingriska (båda nästan utdöda), vepsiska (6 000 talare) och karelska (128 000, främst i den autonoma republiken Karelen). I centrala Volgaområdet finner man i egna autonoma republiker mordvinskan (med 800 000 talare det största uraliska språket i Ryssland), mari (även kallat tjeremissiska, à 600 000 talare) och udmurtiska (565 000 talare). Längre åt norr finns komi med varieteterna syrjänska och permjakiska, som tillsammans har ungefär 400 000 talare. Vissa författare betraktar syrjänska och permjakiska som separata språk. 
Öster om Uralbergen talas de båda obugriska språken chantiska (eller ostjakiska, à 12 000 talare) och mansiska (eller voguliska, à 3 000 talare) i det autonoma distriktet Chantien-Mansien. De är de närmaste släktingarna till ungerskan, som har trängt mycket längre åt väster, och bildar tillsammans med denna den ugriska undergruppen.

### De samojediska språken
De samojediska folken, som trots sovjetisk bosättningspolitik delvis har förblivit nomadiserande, bebor ett vidsträckt område i norra Ryssland från Vita havet till Tajmyrhalvön. De cirka 35 000 nentserna eller jurakerna är den klart största delen av samojederna. De är titulärnation i två autonoma distrikt, Nentsien och Jamalo-Nentsien, samt tidigare i det numera upplösta Tajmyrien. Dessutom lever ungefär 1 200 skogsnentser i Chantien-Mansien och ungefär 800 i Archangelsk oblast. Ännu talar 27 000 personer, alltså ungefär 77 procent av nentserna, sitt ursprungliga nentsiska språk. De nära besläktade entserna vid Jenisejflodens mynning är dock endast 200 personer, varav omkring 70 äldre människor fortfarande talar entsiska.
Norr och öster om dem lever nganasanerna, varav ungefär 500 talar nganasaniska, och selkuperna i sydost i området vid mellersta Ob, med 1 570 talare av selkupiskan. De sydsamojediska språken matoriska och kamassiska är utdöda. Matoriskan trängdes ut av ett turkspråk i början av 1800-talet, men studerades dessförinnan genom intensivt lingvistiskt fältarbete. Den sista talaren av kamassiska dog 1989.

## Vetenskapsgrenarnas namn
Forskarna insåg först att de finsk‑ugriska språken var släkt; släktskapen med samojediska språk påvisades senare. Språkgruppsnamnet finsk‑ugrisk är alltså äldre, och namnet uralisk skapades som paraplybegrepp för de två grupperna finsk‑ugriska och samojediska. Termen uralisk har haft vissa svårigheter att komma i allmänt bruk; även specialister använder stundom finsk‑ugrisk om hela språkfamiljen.
Vetenskapsgrenarnas namn är således uralistik (övergripande), med delområdena finno‑ugristik och samojedistik.  Av ovannämnda historiska skäl (termen finsk‑ugrisk har äldre hävd) kan forskningsavdelningar ha namn som Institut für Finnougristik/Uralistik, där uralistik lagts till som en utvidgning. Tidskrifter för finno‑ugristik publicerar således texter om samojediska språk.

## De uraliska språken och deras klassificering
Forskningshistorien och den aktuella diskussionen kring den genetiska klassificeringen av de uraliska språken beskrivs utförligt nedan. Det finns olika förslag i den aktuella vetenskapliga diskussionen om den inre indelningen av de uraliska språken, särskilt för den finsk-ugriska grenen, men här används i stor utsträckning den traditionella klassificeringen, som föredras av de flesta forskare. 
Den inom den traditionella klassificeringen förekommande enheten volgafinska (samlingsbeteckning för mordvinska och mari) har dock fått strykas, i överensstämmelse med de flesta fennougristers åsikt. Vissa forskare förespråkar inte heller längre den tidigare förmodade finsk-samiska enheten, utan anser att de båda utgör separata grupper inom finsk-permiskan. Man får då följande genetiska struktur för den uraliska språkfamiljen: 

### Genetisk struktur
- uraliska
  - finsk-ugriska
    - finsk-permiska
      - finska språk
      - samiska
      - mordvinska
      - mari
      - permiska

    - ugriska
      - ungerska
      - obugriska

  - samojediska
    - nordsamojediska
    - sydsamojediska

### Klassificering av de uraliska språken
Fetstil används för genetiska enheter, normalstil för enskilda språk. Varieteter framställs kursivt. Uppgifter om antalet talare härstammar från The Ethnologue: Languages of the World 2005. Utdöda språk markeras med †
- uraliska 31 språk, därav 3 †, sammanlagt 22 miljoner talare
  - finsk-ugriska 25 språk, 1 †, 22 miljoner talare
    - finsk-permiska
      - finska språk (7 språk, 6,4 miljoner talare)
        - finska (5 232 728 talare)[2]
        - karelska (128 000)[5]
        - vepsiska (6 335)[4]
        - ingriska (302)[25]
        - estniska (1 075 497[3])
        - votiska (nästan †)[26]
        - liviska (nästan †)[27]

      - samiska (11 språk, 1 †, 23 000 talare)
        - västsamiska
          - nordsamiska (21 000)[28]
          - lulesamiska (2 000)[29]
          - pitesamiska (nästan †)[30]
          - sydsamiska (600)[31]
          - umesamiska (nästan †)[32]

        - östsamiska
          - enaresamiska (250)[33]
          - skoltsamiska (320)[34]
          - akkalasamiska (nästan †)[35]
          - kildinsamiska (800)[36]
          - tersamiska (nästan †)[37]
          - kemisamiska †[38]

      - mordvinska
        - erzya (517 575)[6]
        - moksja (296 904)[7]

      - mari
        - mari (tjeremissiska) (cirka 600 000) – varieteter: östmari (534 569)[8], västmari (66 000)[9]

      - permiska
        - udmurtiska (votjakiska) (565 786)[10]
        - komi (cirka 400 000) – varieteter: syrjänska (262 200)[11] , permjakiska (116 000)[12], yaz’va

    - ugriska
      - obugriska
        - chantiska (ostjakiska) (12 000)[13]
        - mansiska (voguliska) (3 184)[14]

      - västugriska
        - ungerska (13 611 600)[1]

  - samojediska (6 språk, därav 2 †, 30 000 talare)
    - nordsamojediska
      - nganasaniska (500)[18]
      - entsiska (jenisejsamojediska) (70)[16][17]
      - nentsiska (juraksamojediska) (26 730)[15]

    - sydsamojediska
      - selkupiska (ostjaksamojediska) (1 570)[19]
      - kamassiska †[39]
      - matoriska †[40]

En ännu finare klassificering med alla underdialekter finns i den nedan angivna externa länken ”Tabell över de uraliska språken och dialekterna” från Database of Uralic Typology Project.

## Uraliska och finsk-ugriska ordjämförelser
Ett intryck av släktskapsgraden mellan enskilda uraliska språk ges av följande tabeller med utvalda uraliska ordjämförelser. De visar vid första anblicken att finska och estniska är mycket nära besläktade och att den samojediska nentsiskan – trots kännbar släktskap – avviker starkt från dem. Den särskilda närheten mellan chantiskan och ungerskan, vilka båda är ugriska språk, framgår inte utan vidare ur tabellen, utan framträder först när man tillämpar mer subtila lingvistiska tekniker. 
De huvudsakliga källorna till dessa tabeller är den uraliska etymologiska ordboken av Károly Rédei (1988) samt den externa länk som anges nedan. I den andra raden anges de ofta använda alternativa språknamnen respektive deras förkortningar. Angivelsen (FU) under den rekonstruerade formen betyder att denna kognat endast är belagd i finskugriskan och inte i samojediskan, och alltså är en rekonstruerad protofinsk-ugrisk form. All-uraliska kognater är relativt ovanliga, men ändå är det obestritt att de samojediska språken tillhör de uraliska.
| Betydelse  | Fin.  | Estn. | Sami.  | Mordv. | Mari  | Udmurt. | Komi   | Chanti   | Mansi  | Unger.  | Nents. | Selkup. | Proto- uraliska |
| ---------- | ----- | ----- | ------ | ------ | ----- | ------- | ------ | -------- | ------ | ------- | ------ | ------- | --------------- |
| åder, sena | suoni | soon  | suotna | san    | šün   | sen     | sen    | jan      | tεn    | ín      | ten    | čen     | *sene           |
| öga        | silmä | silm  | čalbmi | sel'me | činca | –       | sin    | sem      | šäm    | szem    | sew    | sai     | *śilmä          |
| hjärta     | sydän | süda  | čađa   | sedej  | šüm   | sulem   | selem  | šem      | šäm    | szív    | sej    | sid'    | *śiδä-mз        |
| huvud      | pää   | pea   | –      | pä     | –     | puŋ     | pom    | –        | päŋ    | fej, fő | –      | –       | *päŋe (FU)      |
| hand       | käsi  | käsi  | giehta | ked    | kit   | ki      | ki     | köt, ket | kät    | kéz     | –      | –       | *käte (FU)      |
| blod       | veri  | veri  | varra  | ver    | wər   | ver     | vir    | wer      | wür    | vér     | –      | –       | *wire (FU)      |
| fot, ben   | jalka | jalg  | juolgi | jalgo  | jal   | –       | –      | –        | –      | g-yalog | –      | –       | *jalka (FU)     |
| knä, tråd  | syli  | süli  | salla  | säl    | šəl   | sul     | syl    | jöl      | täl    | öl      | –      | –       | *sila (FU)      |
| fisk       | kala  | kala  | guolli | kal    | kol   | –       | –      | kul      | kol    | hal     | χale   | kel     | *kala           |
| lus        | täi   | täi   | dihkki | –      | ti    | tej     | toj    | tögtəm   | täkəm  | tetü    | –      | –       | *täje (FU)      |
| mus        | hiiri | hiir  | –      | čejer  | –     | šir     | šyr    | jönkər   | täŋker | egér    | –      | –       | *šiŋer (FU)     |
| träd, trä  | puu   | puu   | –      | –      | pu    | pu      | pu     | –        | -pe    | fa      | pa     | po      | *puwe           |
| is         | jää   | jää   | jiekŋa | ej     | ij    | je      | ji     | jöŋk     | jöŋk   | jég     | –      | –       | *jäŋe (FU)      |
| vatten     | vesi  | vesi  | –      | ved    | wət   | vu      | va     | –        | wit    | víz     | wit    | yt      | *wete           |
| hus, hydda | kota  | koda  | goahti | kudo   | kuδə  | ka, ko  | ka, ko | kat      | –      | ház     | –      | –       | *kota (FU)      |

| Betydelse   | Fin.   | Estn. | Sami     | Mordv. | Mari   | Udmurt. | Komi  | Chanti | Mansi | Unger.     | Nents. | Selkup. | Proto- uraliska |
| ----------- | ------ | ----- | -------- | ------ | ------ | ------- | ----- | ------ | ----- | ---------- | ------ | ------- | --------------- |
| gå          | mene-  | mine  | manna-   | –      | mije   | min     | mun   | men    | min   | men-ni     | min    | men-da  | *mene           |
| känna, veta | tunte- | tunde | dovda-   | –      | –      | todi    | ted   | –      | –     | tud-ni     | tumta  | (tymne) | *tumte          |
| ge          | anta-  | anda  | vuovdi-  | ando   | –      | ud      | ud    | –      | –     | ad-ni      | –      | –       | *amta (FU)      |
| ett         | yksi   | üks   | okta     | vejke  | ik(te) | ok      | et    | it     | ük    | egy        | –      | –       | *ikte (FU)      |
| två         | kaksi  | kaks  | guokte   | kavto  | kok    | kik     | kik   | kät    | kit   | két, kettő | –      | –       | *kakta (FU)     |
| tre         | kolme  | kolm  | golbma   | kolmo  | kəm    | kwin    | kujim | koləm  | korəm | három      | –      | –       | *kolme (FU)     |
| fyra        | neljä  | neli  | njeallje | nile   | nəl    | nil     | nol   | nelə   | nili  | négy       | –      | –       | *neljä (FU)     |
| fem         | viisi  | viis  | vihtta   | vete   | wəc    | vit     | vit   | wet    | ät    | öt         | –      | –       | *witte (FU)     |
| sex         | kuusi  | kuus  | guhtta   | koto   | kut    | kwat'   | kvat  | kut    | kat   | hat        | –      | –       | *kutte (FU)     |
| hundra      | sata   | sada  | čuohti   | sado   | šüδə   | su      | so    | sat    | šat   | száz       | –      | –       | *sata (FU)      |
| vem         | ken    | ke(s) | gi, gea- | ki     | ke, kü | kin     | kin   | –      | –     | ki         | –      | –       | *ke, ki (FU)    |

Följande protouraliska ord tyder på eventuellt släktskap med andra språkfamiljer: 
- *kwala ’fisk’, germanskt *hwala, latin squalus
- *kota ’hydda’, indoeuropeiskt *kata
- *sene ’sena’, ’åder’, germanskt *sinwo
- *wete ’vatten’, germanskt *watar, indoeuropeiskt *wedor
- *ki ’vem’, latin qui

### Uraliska ljudöverensstämmelser
De angivna etymologierna visar vissa uraliska ljudöverensstämmelser, till exempel vid en jämförelse av finska och ungerska ord:
- Initialt finskt p- motsvarar ungerskt f- (till exempel puu respektive fa).
- Initialt finskt k- motsvarar före a och o ungerskt h- (till exempel kala respektive hal), annars ungerskt k- (till exempel käsi respektive kéz).
- Medialt finskt -t- motsvarar ungerskt -z (till exempel sata respektive száz).
- Medialt finskt -nt- motsvarar ungerskt -d- (till exempel tunte respektive tud).
- Initialt finskt s- motsvarar ungerskt sz- eller [Ø-] (till exempel silmä respektive szem, syli respektive öl), vilket tyder på att det finska [s] härstammar från två olika s-ljud, vilkas åtskillnad fortfarande blir tydlig i ungerskan.

Genom dessa och andra observationer kan protouraliskans fonem rekonstrueras i stor utsträckning. Uralistiken utgår från att finskan i det väsentliga har behållit de protouraliska konsonanterna, och ungerskans konsonanter utgör förändringar, medan de ursprungliga vokalerna snarast finns i de samiska språken.

## Äldsta belägg och skriftspråk
Ungerskan är det uraliska språk som har de äldsta skriftliga beläggen. Efter de första spridda enstaka orden i texter på andra språk är ett liktal från slutet av 1100-talet det äldsta belägget. Det består av 38 delar och har ett omfång på 190 ord. Omkring 1300 följer en fornungersk Mariaklagan, en konstnärligt värdefull efterdiktning av en latinsk text, och på sätt och vis den första ungerska dikten. 

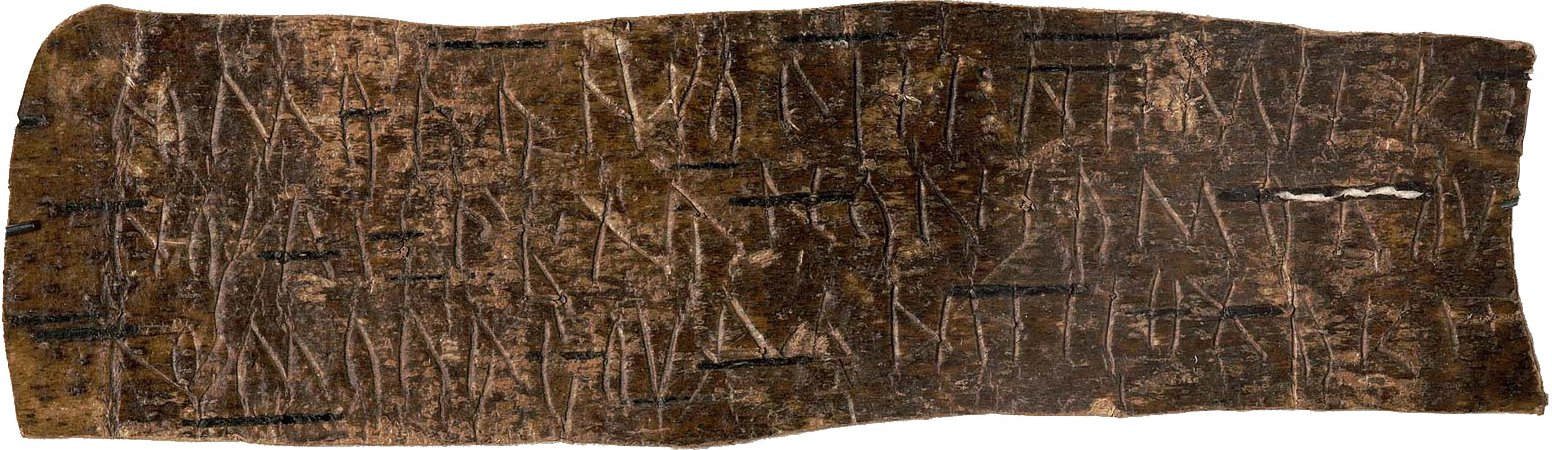
Näverdokument 292 från 1200-talet.

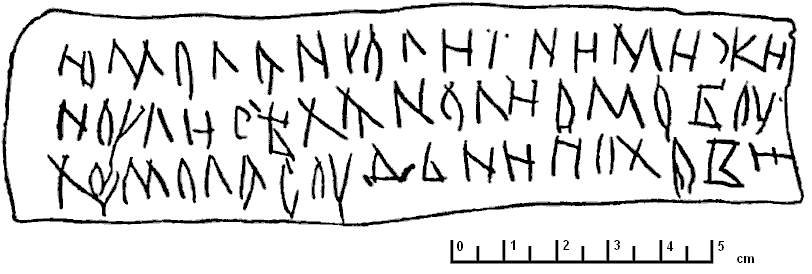
Transkription av dokumentet.

Det äldsta karelska språkminnesmärket härstammar från 1200-talet och är en mycket kort text skriven på björkbark (näverdokument 292). Fornpermiska, en tidig form av komi, fick på 1300-talet genom missionären Stefan ett eget alfabet, som baserades på grekiska alfabetet och kyrilliska alfabetet. Den äldsta estniska boken trycktes 1525, men har inte bevarats. Den äldsta bevarade estniska texten är elva sidor ur en religiös kalender som trycktes 1535. Den finska litteraturen börjar 1544 med Mikael Agricolas Rukouskirja Bibliasta, och 1548 följde hans översättning av Nya testamentet. De äldsta samiska texterna härstammar från 1600-talet. 
Förutom de nämnda språken med relativt tidiga språkminnesmärken har nästan alla uraliska språk fått skriftlig form, även om en egentlig litterär produktion endast har ägt rum hos de större språken. De uraliska språken i Ryssland använder modifierade versioner av kyrilliska alfabetet, medan de västliga språken använder latinska alfabetet.

## Förhållanden till andra språkgrupper

### Ural-altaiska språk – en övergiven hypotes
Det finns talrika försök att bevisa de uraliska språkens släktskap med andra språkgrupper som de indoeuropeiska språken och altaiska språken, men även några mindre paleosibiriska språk. Under en längre tid diskuterades hypotesen om en ural-altaisk språkfamilj. Idag finner den i denna form (som binär släktskap) inga anhängare i fackvetenskapen, men är fortfarande vitt utbredd i populära framställningar och skolböcker, i synnerhet som språk ur de båda grupperna delvis uppvisar påfallande morfologiska likheter (vokalharmoni, agglutinerande språkstruktur).

### Uraliska i sammanhang med nostratiska och eurasiatiska
Likväl arbetas det intensivt på hypoteser som sammanför uraliska och altaiska med de indoeuropeiska språken och ytterligare grupper till så kallade makrofamiljer. Denna uppgift är inte enkel, då redan rekonstruktionen av protouraliskan ter sig ytterst svår på grund av dess höga ålder. Nämnvärda är här Aharon Dolgopolskys arbeten om nostratiska, som förutom indoeuropeiska, altaiska och uraliska även omfattar dravidiska och afroasiatiska, och Joseph Greenbergs om eurasiatiska språk, som ”inskränker sig” till indoeuropeiska, uraliska, altaiska, japanska, koreanska, vissa paleosibiriska språk och eskimåisk-aleutiska. De flesta uralister erkänner inte dessa makrofamiljer som genetiska enheter, utan förklarar de gemensamma drag som utan tvekan finns som en följd av areell kontakt över årtusenden mellan dessa grupper (ett löst språkförbund).
Följande tabell visar några konsonantiska formantia (i regel suffix), som är utbredda såväl i uraliska språk som i jukagiriska och i turkiska, mongolspråk och tungusiska (som kan sammanfattas som altaiska språk). Här inställer sig frågan om det rör sig om ”ärvda” gemensamma drag, vilket skulle vara ett belägg för nostratiska och eurasiatiska hypoteser, eller om helt enkelt långvariga kontakter lett till dessa gemensamma drag. 
| Konsonant | Betydelse   | Finn. | Sami | Perm. | Unger. | Obugr. | Samoj. | Jukag. | Turk. | Mong. | Tung. | Antal |
| --------- | ----------- | ----- | ---- | ----- | ------ | ------ | ------ | ------ | ----- | ----- | ----- | ----- |
| m         | min         | x     | x    | x     | x      | x      | x      | x      | x     | x     | x     | 10    |
| n         | lokativ     | x     | x    | x     | x      | x      | x      | x      | x     | x     | –     | 9     |
| m         | gerundivum  | x     | x    | x     | –      | x      | x      | x      | x     | x     | x     | 9     |
| n         | genitiv     | x     | x    | x     | –      | –      | x      | x      | x     | x     | x     | 8     |
| t         | plural      | x     | x    | x     | –      | x      | x      | –      | x     | x     | x     | 8     |
| t         | ablativ     | x     | x    | x     | –      | –      | x      | x      | x     | x     | x     | 8     |
| t         | lokativ     | –     | –    | –     | x      | x      | x      | x      | x     | x     | x     | 7     |
| m         | ackusativ   | x     | x    | x     | –      | x      | x      | –      | –     | –     | x     | 6     |
| l         | plural      | –     | –    | x     | –      | x      | x      | –      | x     | x     | x     | 6     |
| k         | lativ       | x     | x    | x     | –      | –      | –      | x      | x     | –     | x     | 5     |
| n         | lativ       | x     | –    | x     | –      | x      | x      | x      | –     | –     | –     | 5     |
| t         | din         | x     | x    | x     | x      | –      | –      | –      | –     | –     | x     | 5     |
| s         | hans/hennes | x     | x    | x     | x      | –      | –      | –      | x     | –     | –     | 5     |
| s         | lativ       | x     | x    | x     | –      | –      | –      | –      | –     | x     | x     | 5     |
| k         | plural      | –     | x    | x     | x      | –      | x      | –      | x     | –     | –     | 5     |
| k         | imperativ   | x     | x    | –     | –      | –      | x      | –      | x     | x     | –     | 5     |

Följande tabell ger en översikt över de rekonstruerade protospråkliga person- och possessivändelserna i några eurasiska språkfamiljer. 
| Numerus    | Person | Proto- uraliska | Proto- turkiska | Proto- tungusiska | Proto- indoeuropeiska |
| ---------- | ------ | --------------- | --------------- | ----------------- | --------------------- |
| Singularis | 1:a    | m               | m               | m                 | m                     |
|            | 2:a    | t               | ng              | t                 | s                     |
|            | 3:e    | s(V)            | s(V)            | n                 | t                     |
| Pluralis   | 1:a    | m + PL          | m + PL          | m + PL            | me(n)                 |
|            | 2:a    | t + PL          | ng + PL         | t                 | te                    |
|            | 3:e    | s + PL          | Ø               | t                 | ent                   |

De indoeuropeiska formerna beträffar verbaländelserna i den atematiska konjugationen. PL står för pluralmärke, (V) för en valfri vokal. Alla ändelser är historisk-komparativt framtagna rekonstruktioner i de enskilda språkfamiljerna. Enligt Greenberg (2000) kan denna tabell utvidgas till personändelser i vissa andra eurasiska språkgrupper.

### Uraliska och jukagiriska
En hypotes som bör tas på allvar är den om släktskap mellan uraliskan och jukagiriskan, som annars placeras som isolerat paleosibiriskt språk. Jukagiriska talas av några hundra människor i nordöstra Sibirien. Enligt Ruhlen (1987) bevisar arbeten av Collinder (1965) och Harms (1977) bortom varje tvivel att jukagiriskan är besläktad med de uraliska språken. Collinder slår fast att ”Jukagiriskans överensstämmelser med de uraliska språken är så talrika och så särpräglade, att de näppeligen kan förklaras annorlunda än som rester av en ursprunglig språkenhet. Att det inte kan bli fråga om en mycket avlägsen frändskap synes framgå av att jukagiriskan överensstämmer mera med de samojediska språken än med de finsk-ugriska. I kasusböjningen överensstämmer inte något av de finsk-ugriska språken så nära med de samojediska språken (speciellt nordsamojediskan) som vad jukagiriskan gör.”
Det skulle därmed till och med vara möjligt att tala om en uralisk-jukagirisk språkfamilj. Man får i detta fall följande klassifikation: 
- uralisk-jukagiriska
  - jukagiriska
  - uraliska
    - samojediska
    - finsk-ugriska
      - ugriska
      - finsk-permiska

## Klassificeringens historia och den nutida diskussionen

### Tidiga försök

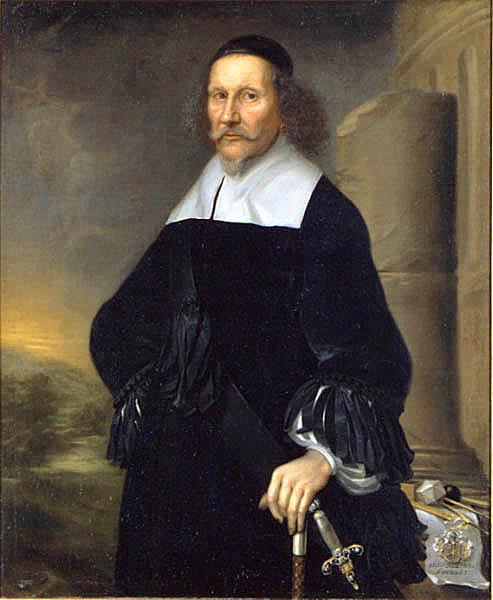
Georg Stiernhielm

De tidigaste exemplen på att man ansett att de språk som nu kallas uraliska var besläktade går tillbaka ända till slutet av 800-talet. Den nordnorske jorddrotten Ottar berättar om likheten mellan karelskan och samiskan. På 1400-talet blev förbindelser mellan ungerskan och chantiskan-mansiskan kända, visserligen troligen mindre på lingvistisk grund än genom namnlikheten Ugria och Hungaria. Ytterligare viktiga stationer: 1671 anmärkte svensken Georg Stiernhielm den nära släktskapen mellan estniskan, samiskan och finskan, och dessutom insåg han en avlägsnare förbindelse mellan denna grupp och ungerskan. 1717 konstaterade Johann Georg von Eckhart i Leibniz’ samlingsverk Collectanea Etymologica därutöver relationen mellan samojediskan och de finska och ugriska språken.

### Strahlenberg och Schlözer
1730 klassificerade svensken Philip Johan von Strahlenberg de finsk-ugriska språken med undantag av samiskan. 1770 utvidgade den tyske historikern August Ludwig von Schlözer med de samiska komponenterna. Därmed fanns den i det väsentliga ännu idag accepterade indelningen av den finsk-ugriska språkfamiljen redan sex år före William Jones berömda tal, som lade grunden till den indoeuropeiska jämförande språkforskningen.

### Sajnovics och Gyarmathi
Ytterligare konsoliderande steg är de arbeten som publicerades av ungrarna János Sajnovics 1770 och Sámuel Gyarmathi 1799. Sajnovics gjorde en jämförande studie av ungerskan och samiskan, Demonstratio idioma Hungarorum et Lapponum idem esse, där han fäster särskild vikt vid grammatiska överensstämmelser. I sitt verk Affinitas linguae Hungaricae cum linguis Finnicae originis grammatice demonstrata fortsätter Gyarmathi med Sajnovics metod att i första hand utgå från grammatiska överensstämmelser, och tillämpar den på hela den finsk-ugriska språkfamiljen.

### Castrén och Halasz

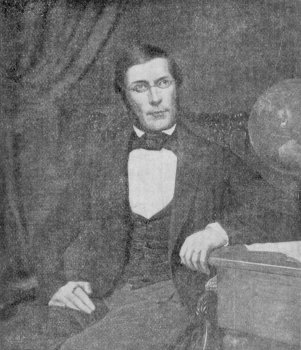
Matthias Alexander Castrén

1840 öppnade finländaren Matthias Alexander Castrén genom fältstudier samojediskan systematiskt, klargjorde den interna nord–syd-indelningen i samojediskan och etablerade tvådelningen av den uraliska språkfamiljen i en samojedisk och en finsk-ugrisk gren. Castréns arbeten ställdes slutgiltigt på säker grund av ungraren I. Halasz 1893 genom 245 all-uraliska lexikaliska jämförelser (idag utgår man från ungefär 150 accepterade all-uraliska arvord).

### Nyare indelningsteser
Trots dessa tidiga klassificeringsresultat är ännu idag på inget sätt alla problem med den interna indelningen av uraliskan lösta. Alldeles under de senaste åren har skenbart säkra kunskaper – som tudelningen av finsk-ugriskan i en finsk-permisk och en ugrisk komponent – ifrågasatts. Ett vidare problem är inordningen av samiskan. Följande utsagor kan räknas som allmänt accepterade:
- Uraliskan utgör en språkfamilj som primärt sönderfaller i en finsk-ugrisk och en samojedisk gren.

Ytterligare giltiga underenheter av finsk-ugriskan är 
- östersjöfinska (med finska, estniska, karelska, vepsiska, ingriska, votiska, liviska),
- samiska (med tio språk eller dialekter),
- permiska (med udmurtiska och komi) och
- ugriska (med ungerska och obugriska med chantiska och mansiska).

Den lingvistiska bevisningen för den ugriska enheten har visat sig vara ytterst svår och har nyligen bestridits igen av Marcantonio (2002).
Ofta – men inte av alla forskare – sammanfattas mari och mordvinska till en enhet, volgafinska, och östersjöfinskan med samiskan till samisk-finska. De finsk-ugriska språk som inte hör till de ugriska har betraktats och betraktas fortfarande av de flesta forskare som en genetisk enhet, finsk-permiska språk. Sådana klassificeringar utgår alltså från följande grundstruktur för uraliskan:
- uraliska
  - finsk-ugriska
    - finsk-permiska
    - ugriska

  - samojediska

De skiljer sig endast genom den finare indelningen av den finsk-permiska gruppen. Nästan alla möjliga varianter har föreslagits, och viktiga arbeten om indelningen av finsk-permiskan kom till följande resultat:

### Collinder, Austerlitz, Voegelin och Harms
Björn Collinder klassificerade (1965) östersjöfinska, samiska, mordvinska, mari och permiska som likaberättigade underenheter av finsk-permiska. Austerlitz sammanfattade (1968) mordvinska och mari till volgaiska. Voegelin (1977) och Harms (1998) kommer fram till mer komplexa strukturer: 
- finsk-permiska (Voegelin 1977)
  - Finsk-volgaiska
    - Samisk-finska
    - Volgaiska
      - Mordvinska
      - Mari

  - Permiska

- finsk-permiska (Harms 1998)
  - Väst-finsk-permiska
    - Samisk-finska
    - Mordvinska

  - Mari
  - Permiska

### Janhunen och Abondolo
Janhunen (2003) tar hänsyn till ordningsföljden i avklyvningen från finsk-ugriskan, vilket leder till ett binärt stamträd, som endast har tvådelade förgreningar. Han utgår från avklyvningsföljden 1. ugriska, 2. permiska, 3. mari, 4. mordvinska och 5. samiska. Som rest förblir 6. östersjöfinskan. 
- finsk-ugriska (Janhunen 2003)
  - ugriska
  - finsk-permiska
    - permiska (udmurtiska och komi)
    - mari-mordvinska-finska-samiska
      - mari
      - mordvinska-finska-samiska
        - mordvinska
        - samisk-finska
          - samiska
          - östersjöfinska

Däremot antar Abondolo (1998) just det omvända avklyvningscenariot och förnekar därmed existensen av en genetisk enhet finsk-permiska. Han ser följande avklyvningsföljd från finsk-ugriskan: 1. samisk-finska, 2. mordvinska, 3. mari, 4. permiska. Kvar förblir ugriskan som kärna.

### Majoritetsuppfattning och nyare teser
Som majoritetsuppfattning av de delvis divergerande aktuella uppfattningarna framgår följande klassificering: finsk-ugriskan sönderfaller i ugriskan och finsk-permiskan, vilken bildas av de likrankade grupperna (östersjö)finska, samiska, mordvinska, mari och permiska. Den traditionella enheten volgaiska eller volgafinska bortfaller. Man får därmed den klassificering som framställts ovan i denna artikel. 
Den framtida forskningen kommer att visa, om den traditionella underenheten finsk-permiska, som här upptas mot Abondolos indelning, är lingvistiskt relevant. Volgaiska som enhet av mordvinska och mari har knappast längre några anhängare i den nyare diskussionen. 
Klassificeringen av uraliskan har på sista tiden åter diskuterats mycket. I extremfall har man gått så långt som att förkasta de genetiska enheterna ugriska, finsk-ugriska och uraliska helt och hållet. Man har också ställt frågan om uraliskan över huvud taget kan beskrivas genom en stamträdsmodell. Majoriteten av de uralistiska forskarna har dock uttalat sig mot dessa mycket långtgående omvärderingar.

## De uraliska språkens urhem och utbredning
Som just visats, korresponderar en bestämd klassifikationsvariant nära med en hypotes om språkgruppens utbredning från ett antaget ursprungsområde till deras nuvarande geografiska rum. Att fastställa protouraliskans urhem är en svår uppgift, på grund av protospråkets höga ålder. Man antar i allmänhet att det bör lokaliseras till centrala eller södra Uralområdet med ett centrum väster om bergskedjan. Som de första avskilde sig föregångarna till dagens samojeder och drog österut. Denna separation skedde för minst 6 000, om inte 7 000, år sedan, vilket kan slutas ur de relativt få (cirka 150) all-uraliska ordkorrespondenserna. Uppdelningen av samojediskan i de nuvarande språken började troligen först för ungefär 2 000 år sedan. 
Den finsk-ugriska gruppen var från början den långt större. De första avsöndringarna av denna grupp går minst tillbaka till tredje årtusendet före Kristi födelse. Som redan berättats ovan är ordningsföljden för avsöndringarna och därmed för utvidgningsförloppet av de finsk-ugriska språken under tiden omstridd (sedan ungefär 1970). Från 1879 antogs allmänt att ugriskan avskilde sig som första grupp från finsk-ugriskan och lämnade efter den finsk-permiska enheten. De nyare resultaten ser däremot den samisk-finska gruppen som en perifer enhet, som avskiljde sig först, antagligen redan under tredje årtusendet f.Kr., från den finsk-ugriska kärnan. Mordvinskan och mari följde den (omkring 2000 f.Kr.) och slutligen permiskan i mitten av andra årtusendet f.Kr. Som kärna förblev de språk ur vilka ugriskan utvecklades. Antagligen redan före 1000 f.Kr. kan man bestämma avskiljandet av ungerskan från de obugriska språken. Ungrarna (magyarerna) drog från år 500 västerut tillsammans med turkiska stammar och nådde och erövrade det glesbefolkade området vid Karpaterna år 895.

## Språklig karakteristik

### Typologiska kännetecken
Typologiskt har de uraliska språken en stor bredd. Ändå är vissa egenskaper förhärskande eller vitt utbredda: en rik agglutinerande morfologi med monosemantiska suffix, särskilt ett rikhaltigt kasussystem med upp till tjugo kasus, grundordföljd SOV (i de västliga uraliska språken ofta SVO genom inflytande från andra språk), negation genom ett flekterbart hjälpverb, ursprungligen en liten benägenhet för numerusmarkering, vokalrikedom, vokalharmoni och stadieväxling. Dessa kännetecken förklaras utförligare i det följande. 

### Rekonstruktion av protouraliskan
Protouraliskan kunde rekonstrueras med den jämförande språkforskningens metoder till en viss grad. Särskilda svårigheter bjuder i det sammanhanget det stora avståndet mellan finsk-ugriskan och samojediskan, alltså slutligen protouraliskans höga ålder, som uppskattas till minst 7 000 år, i stor utsträckning avsaknad av gemensamma morfologiska markörer (kasussuffix, pluralmärken, verbändelser) i de nutida uraliska språken och avsaknaden av äldre bevarade texter (se ovan). Redan de återstående gemensamma dragen i de uraliska språken kan inte alla anses som arvegods från protouraliskan: vissa återspeglar språkliga universalier, andra inflytande från angränsande icke-uraliska språkgrupper. Här kommer framför allt indoeuropeiska språk (särskilt iranska språk, germanska språk, baltiska språk och slaviska språk) men även altaiska språk (turkspråk, mongolspråk och tungusiska språk) i fråga. 
Rekonstruktionen av de ursprungliga protouraliska morfemen för kasusbildning, possessivsuffix med mera är på grund av deras relativt ringa utbredning i de nutida uraliska språken inte oproblematisk. Därutöver visar det sig att dessa formantier används i stor utsträckning även utanför de uraliska språken i det eurasiska utrymmet (jämför avsnittet Förhållanden till andra språkgrupper ovan).
I det följande sammanställs utvalda lingvistiska karakteristika för uraliska språk, som förtjänar särskild uppmärksamhet i jämförelse med indoeuropeiska språk. En omfattande framställning av protouraliskan innehåller Hajdú 1987.

### Fonologi
I de flesta uraliska språk ligger betoningen på första stavelsen. Undantag är främst moksja-varieteten av mordvinskan, mariskan, de permiska språken utom komi, samt de samojediska språken.

#### Fonem

##### Konsonanter
De flesta uraliska språk har konsonantsystem där fonemen fördelar sig över fem artikulationsställen, nämligen labialer, dentaler, postalveolarer/retroflexer, palataler och velarer. Ett viktigt undantag är finskan, som saknar postalveolara och palatala konsonanter. För protouraliskan brukar man också anta ett sådant femställigt system. 
| Typ       | Labial | Dental | Postalveolar | Palatal | Velar |
| --------- | ------ | ------ | ------------ | ------- | ----- |
| Halvvokal | w      |        |              | j       | x     |
| Nasal     | m      | n      |              | nʲ      | ŋ     |
| Klusil    | p      | t      |              |         | k     |
| Affrikata |        |        | č            | cʲ      |       |
| Frikativa |        | s      |              | sʲ      |       |
| Lateral   |        | l      |              |         |       |
| Tremulant |        | r      |              |         |       |

Man har ofta antagit två ytterligare fonem, som brukar skrivas *δ och δʲ, men dessa är ifrågasatta. Även *cʲ och *x är omstridda. *x används för att förklara vissa utvecklingar i stavelseslut. Fonemen *č och *cʲ, som här anges som affrikator, kan lika gärna ha varit klusiler.
I östersjöfinskan och vissa andra finsk-ugriska språk är konsonantlängden hos m, n, p, t, k, s, l, r och j intervokaliskt distinktiv. Efter nasaler och likvidor är också längden på p, t, k och s distinktiv. För protouraliskan kan man anta distinktiva konsonantlängder högst intervokaliskt för p, t och k, men denna hypotes avslås av andra forskare.

##### Vokaler
Hur det protouraliska vokalsystemet ska rekonstrueras är mycket omstritt. Den stora tvistefrågan är om det fanns en distinktion mellan långa och korta vokaler, eller om den har uppstått separat i enskilda språk. En sådan distinktion finns i de flesta uraliska språk, men inte i permiska och i erzia-varieteten av mordvinskan, och det är oklart om den finns i entsiskan och kamassiskan.
Enligt den mest etablerade beskrivningen av det protouraliska vokalsystemet fanns ursprungligen ingen åtskillnad mellan långa och korta vokaler. Man antar då att protouraliskan hade fyra höga vokaler (*i, *ü, *ï och *u), två mellanvokaler (*e och *o) och två låga vokaler (*ä och *a). En mindre grupp forskare anser att vokallängd var distinktiv i protouraliskan, men det finns olika uppfattningar bland dem om hur ett sådant vokalsystem ska ha sett ut.

#### Vokalharmoni och vokalassimilation
Vokalharmoni är en suffixvokals kvalitativa avhängighet av rotvokalen, i vidare mening kvalitativ anpassning mellan vokalerna i ett ord. Båda är vitt utbredda i de uraliska språken. Det är omstritt om det rör sig om ett protouraliskt kännetecken. Det kan röra sig om inflytande från turkspråk. Suffixvokalen rättar sig efter rotvokalens kvalitet. I detta sammanhang bildar a, o och u å ena sidan och ä, ö och y å den andra skilda klasser:
Exempel från finskan:
- talo ’hus’, talossa ’i huset’
- kynä ’penna’, kynässä ’i pennan’

Från ungerskan:
- asztal ’bord’, asztalok ’bord’ [pluralis]
- föld ’land’, földök ’länder’

Liknande regler gäller inte bara i finskan och ungerskan, utan i vissa dialekter av mordvinskan, mari, de obugriska språken och den samojediska kamassiskan. I andra uraliska språk saknas dock vokalharmonin helt. 
Strängt taget ska vokalassimilation skiljas från vokalharmoni. Exempelvis assimileras obetonat suffix-e i finskan till den föregående vokalen. 
- talo + hen → taloon ’in i huset’ [h-et bortfaller dessutom]
- talo + i + hen → taloihin ’in i husen’

I ungerskan assimileras suffixvokalen i ändelsen -hez kvalitativt (i sin rundning) till den föregående vokalen:
- házhoz ’till huset’
- kézhez ’till handen’
- betűhöz ’till brevet’

#### Stadieväxling
I samisk-finskan ersätts så kallade hårda konsonanter med tonande, frikativa eller likvida varianter, långa konsonanter förkortas till  korta konsonanter, om den följande stavelsen avslutas med ett suffix (till exempel genitivsuffixet -n). Detta kallas stadieväxling. 
Exempel ur finskan:
- mato ’masken’ → madon ’maskens’
- matto ’mattan’ → maton ’mattans’
- poika ’sonen’ → pojan ’sonens’
- lintu ’fågeln’ → linnun ’fågelns’

I finskan gäller i allmänhet följande övergångsregler: 
- pp → p
- tt → t
- kk → k
- mp → mm
- nt → nn
- nk → ng
- lt → ll
- rt → rr
- t → d
- p → v
- k → ʔ

Det är omstritt om det även finns spår av stadieväxling i de samojediska språken. De flesta forskare utgår från en samisk-finsk innovation, men det har även föreslagits att fenomenet har en bakgrund i protouraliskan.

### Agglutinativ morfologi
De uraliska språken använder agglutination i bildning av former av nomen och verb. Varje morfem (ordbildningselement) motsvarar då entydigt ett betydelsekännetecken (till exempel kasus, numerus, tempus eller person) och de enskilda morfemen radas omedelbart efter varandra (under inflytande av vokalharmoni). 
Det finns inget tvivel om att redan protouraliskan var ett agglutinerande språk. Ändå finns det få gemensamma morfologiska markörer i de nutida uraliska språken. De flesta kasussuffixen, pluralmärkena och verbändelserna är innovationer, som har bildats oberoende av varandra i de enskilda uraliska språken. Denna process kan man delvis fortfarande följa historiskt, som vid bildningen av de ungerska kasussuffixen ur deras fornungerska föregångare. I motsats till indoeuropeiskan kan man därmed inte rekonstruera någon omfattande gemensam morfologi för uraliskan, som man skulle kunna kalla protouralisk. Detta har lett till frågan om man över huvud taget kan använda den ”jämförande historiska metoden” på de uraliska språken.

### Nominalbildning

#### Kasus
Nomens kasus bildas i uraliska språk uteslutande med suffix, inte med prefix. Attribut, demonstrativpronomen och räkneord visade ursprungligen ingen kongruens i kasus och numerus med det nomen som de bestämmer. 
- a négy nagy házban (ungerska) ’i de fyra stora husen’ (a är bestämd artikel, négy ’fyra’, nagy ’stor’; endast substantivet ház böjs, här med lokativändelsen -ban).

Den finsk-samiska gruppen har dock gått över till kongruens, under inflytande från dess indoeuropeiska omgivning, som följande exempel från finskan visar: 
- pieni poika ’liten pojke’
- pienet pojat [pluralis med stadieväxling] ’små pojkar’
- neljässä isossa talossa [vokalharmoni -ssa/-ssä] ’i de fyra stora husen’

Protouraliskan hade åtminstone nominativ (omarkerad), ackusativ, ablativ, lokativ och lativ (riktningskasus). Detta protouraliska kasus betecknas som primärkasus, och alla nybildningar i enskilda moderna språk som sekundära kasus. Antalet kasus i de moderna uraliska språken varierar från 3 i chantiskan, över 6 i de samiska språken, 15 i finskan och 18 i ungerskan. Följande tabell visar några typiska kasusbildningar i fyra uraliska språk: 
| Finska   | Komi       | Ungerska | Nentsiska     | Kasus   | Svenska     |
| -------- | ---------- | -------- | ------------- | ------- | ----------- |
| talossa  | kerkayn    | házban   | xarda-xa-na   | lokativ | i huset     |
| taloissa | kerkayasyn | házakban | xarda-xa-ʔ-na | lokativ | i husen     |
| talosta  | kerkaýs    | házakból | xarda-xa-ʔ-d  | elativ  | ut ur huset |

Som redan dessa få exempel visar är de flesta kasussuffixen – här i exemplet för lokativ och ablativ – uppenbart inget gemensamt uraliskt arvegods, utan har bildats först individuellt i senare språk.

#### Protouraliska primärkasus
Följande tabell visar de uraliska kasusändelser, som betraktas som protouraliska gemensamheter i uralistiken. De har idag – med undantag för den ändelselösa nominativen, genitiven och ackusativen – endast en perifer betydelse i de moderna uraliska språken. Ändå har många moderna kasussuffix bildats ur dem. 
| Nr | Kasus         | Suffix   | Betydelse      | Nutida utbredning och spår                    |
| -- | ------------- | -------- | -------------- | --------------------------------------------- |
| 1  | Nominativ     | -Ø       | Vem eller vad? | gemensam uralisk                              |
| 2  | Genitiv       | -n       | Vems?          | finska, samiska, mari, mordvinska, selkupiska |
| 3  | Ackusativ     | -m       | Vem eller vad? | samiska, mari, mansi, samojediska             |
| 4  | Lokativ I     | -na /-nä | Var?           | vitt utbredd som formant av nya kasus         |
| 5  | Lokativ II    | -t       | Var? (FU)      | mansi, spår i ungerska                        |
| 6  | Ablativ       | -ta/ -tä | Varifrån?      | endast spår                                   |
| 7  | Lativ I/dativ | -ŋ/ -n   | Vart?          | mansi, mordvinska                             |
| 8  | Lativ II      | -k       | Vart?          | spår i samiska, ingriska                      |

Abondolo (1998) visar väsentligen samma schema som Hajdú, men sammanfattar några av de formanter som är likartade. Marcantonio (2002) utökar denna lista till två lativ /-a, -ä/ och /-s/ och en ablativ /-l/, vilka dock endast är företrädda i enskilda undergrupper av uraliskan. Det bör beaktas att nästan alla konsonantiska formanter för uraliska primärkasus förekommer även i icke-uraliska eurasiska språk i samma eller en likartad funktion (se tabellen över konsonantiska formanter i avsnittet Förhållanden till andra språkgrupper ovan).

#### Sekundära uraliska kasus
De flesta kasusändelserna i de moderna uraliska språken är inte ärvda från ett gemensamt protospråk, utan däremot relativt sentida nybildningar i enskilda språk. Det finns i huvudsak två processer för detta. För det första användning av primära formantier till att bilda komplexare nybildningar, för det andra användning och omformning av nomen till postpositioner och slutligen till kasusändelser. Båda processer ska visas med några exempel. 
Så har i finskan följande kasus bildats ur primära formantier med lokativa funktioner * /-s/, /-na/, /-ta/, /-l/ och /-n/ :
| Kasus   | Exempel | Betydelse               | Suffix | Uppkommet ur |
| ------- | ------- | ----------------------- | ------ | ------------ |
| Inessiv | kalassa | i det inre av fisken    | -ssa   | * -s-na      |
| Elativ  | kalasta | från det inre av fisken | -sta   | * -s-ta      |
| Adessiv | kalalla | på fisken               | -lla   | * -l-na      |
| Ablativ | kalalta | bort från fisken        | -lta   | * -l-ta      |

Artikeln Finska ger en omfattande översikt över det finska kasusschemat. Från ungerskan kommer följande exempel för användning och omgestaltning av substantiv till postpositioner och kasusmärken:
| Postposition        | Betydelse                    | Härstammar från  | Betydelse           |
| ------------------- | ---------------------------- | ---------------- | ------------------- |
| alatt, alá, alól    | under, inunder, underifrån   | ural. *ala       | utrymme under något |
| mögött, mögé, mögül | bakom, till bakom, bakifrån  | finsk-ugr. *miŋä | plats bakom något   |
| között, közé, közül | mellan, in mellan, ut mellan | ungar. köz       | mellanrum           |

#### Numerus och genus
Numerus (singular, plural och dualis) är ingen protouralisk kategori, vilket man kan märka av att pluralmärkena (morfemen som kännetecknar plural) i de moderna uraliska språken är mycket mångfaldiga. Dualis finns idag i de samiska, obugriska och samojediska språken. Kategorin genus existerar inte i de uraliska språken. 

#### Possessivändelser
De uraliska språken uttrycker tillhörighet till en person (på svenska min, din etcetera) genom possessivsuffix. Samma ändelser används ofta även för konjugation av verb (se nedan). Följande tabell visar de rekonstruerade protouraliska formerna, possessivsuffixen i finskan och personliga pronomenen i ungerskan.
| Num.  | Pers. | Proto- uraliska | Finskt possessivsuffix | Ungerskt personligt pronomen |
| ----- | ----- | --------------- | ---------------------- | ---------------------------- |
| Sing. | 1     | *-m             | -ni                    | én                           |
|       | 2     | *-t             | -si                    | te                           |
|       | 3     | *-s(V)          | -nsa/-nsä              | ő                            |
| Plur. | 1     | *-m + PL        | -mme                   | mi                           |
|       | 2     | *-t + PL        | -nne                   | ti                           |
|       | 3     | *-s + PL        | -nsa/-nsä              | ők                           |

#### Nominalkedjor
Komplexare nominalfraser (nominalkedjor) bildas i de uraliska språken efter mycket olikartade principer, men reglerna för detta är fasta i varje språk. Som exempel ska här åter finskan anges. I finskan har en nominalkedja strukturen: stam + [pluralmärke] + kasusmärke + [possessivmärke].
- taloissani (talo-i-ssa-ni) ’hus-flera-i-mitt’ [bokstavligen] (hus-PLURALIS-INESSIV-POSSESIV 1:A PERS. SING.) → ’i mina hus’
- taloistasi (talo-i-sta-si) ’ur dina hus’

All-uraliskt gäller vid possessivkonstruktioner ordningsföljden ägare före det ägda:
- isän talo (finska) ’faders/faderns hus’
- János háza (ungerska) ’János hus’

### Verbbildning
De uraliska verbkategorierna är 
- tempusaspekt: presens-futurum (icke-dåtid), avslutat presens-futurum och dåtid (imperfekt, perfekt, pluskvamperfekt),
- modus: indikativ, imperativ och konditionalis–potentialis,
- person: 1:a, 2:a och 3:e person,
- numerus: singularis och pluralis (senare kategori, inte protouralisk).

Diateserna (aktivum, passivum, medium) är ingen all-uralisk kategori. Konstruktioner med hjälpverb har – till exempel i finskan – uppstått först under inflytande från germanska språk.
Exempel på verbbildning i finskan
Det finska verbet laulaa ’sjunga’ i presens indikativ:
| Person | Singularis |                         | Pluralis |            |
| ------ | ---------- | ----------------------- | -------- | ---------- |
| 1:a    | laulan     | jag sjunger             | laulamme | vi sjunger |
| 2:a    | laulat     | du sjunger              | laulatte | ni sjunger |
| 3:e    | laulaa     | han/hon/den/det sjunger | laulavat | de sjunger |

Imperfekt bildas genom presensstam + i + personändelse. Det förekommer kontraktioner och assimilationer, till exempel:
- lauloin ’jag sjöng’
- lauloi ’han/hon/den/det sjöng’

Perfekt och pluskvamperfekt konstrueras med det konjugerade hjälpverbet ole + perfekt particip laulanut:
- olen laulanut ’jag har sjungit’
- olin laulanut ’jag hade sjungit’

Genom infogning av -isi- mellan verbstam och ändelse markeras konditionalis: 
- puhuisin ’jag skulle tala’

### Negativ-verb
Negation uttrycks med ett konjugerbart negativ-verb, jämförbart med omskrivningen i engelskan: I do not go. Till exempel i finskan: 
- menen ’jag går’
- en mene ’jag-gör-inte gå’ [bokstavligt] → ’jag går inte’

- menet ’du går’
- et mene ’du går inte’

### Omskrivning av verbet ha
Ha uttrycks genom vara med lokativ. 
- Finska: isällä on talo ’fader-hos är hus’ [bokstavligt] → ’far har ett hus’

- Ungerska: Jánosnak van egy háza ’János har ett hus’ [här dessutom en tillbakasyftning på ägaren genom possessivändelsen -a]

### Ordföljd
Den ursprungliga uraliska grundordföljden i satsen är SOV (subjekt–objekt–[predikats]verb). Den är fortfarande regel i de samojediska och obugriska språken, och vanlig, om än inte obligatorisk, i de centrala finsk-ugriska språken i Ryssland och i ungerskan. I de östersjöfinska språken har den förändrats till ordföljden SVO under inflytande från indoeuropeiska språk.